# Pterophorus invidiosus
Pterophorus invidiosus is een vlinder uit de familie vedermotten (Pterophoridae). De wetenschappelijke naam van de soort is voor het eerst geldig gepubliceerd in 1911 door Edward Meyrick.